# 마츠나가 아카네
마츠나가 아카네(일본어: 松永 あかね, 2001년 10월 14일 ~ )는 일본의 성우. 미에현 출신. 호리프로 인터내셔널 소속.

## 출연작

### TV 애니메이션
- 2018년
  - 아이카츠 프렌즈! - 유우키 아이네

- 2019년
  - 아이카츠 온 퍼레이드! - 유우키 아이네

- 2021년
  - 아이카츠 플래닛! - 블러디 록
  - 러브 라이브! 슈퍼스타!! - 시부야 아리아
- 2022년
  - 러브 라이브! 슈퍼스타!! 2기 - 시부야 아리아

### 게임
- 블루 아카이브 - 이즈미모토 에이미